# Rhodostrophia phaenicearia
Rhodostrophia phaenicearia là một loài bướm đêm trong họ Geometridae.